# Динамо (женский хоккейный клуб, Курск)
Женский хоккейный клуб «Динамо Курск» — женская команда по хоккею с шайбой из Курска.

## История
Клуб был создан в ноябре 2015 года, однако сборы начались в 2016 году. 4 августа 2016 года «Динамо Курск» было официально принято в ЖХЛ. Однако 5 сентября 2016 года клуб снялся с соревнования в связи с нерёшенностью организационно-логистических вопросов.

## Главные тренеры и руководство клуба

### Руководство клуба
- Генеральный директор: Лилия Делова
- Генеральный менеджер: Мария Онолбаева

### Текущий тренерский штаб
- Главный тренер: Василий Панков
- Тренер: Алексей Ерашов
- Тренер вратарей: Мария Онолбаева
- Врач: Андрей Шупегин[5]

### Список всех главных тренеров
- Василий Панков (2016—н. в.)